# Ochsenbug
Der Ochsenbug (manchmal auch als Kristallkopf bezeichnet), ein Berg mit einer Höhe von 3007 m ü. A., liegt in der Venedigergruppe der Hohen Tauern in Österreich. Der Gipfel befindet sich ca. 6 km Luftlinie nordwestlich von Matrei in Osttirol und ist der östlichste Dreitausender der Venedigergruppe. Der markierte Normalanstieg von Hinteregg ist bei schneefreien und trockenen Verhältnissen relativ einfach zu begehen.

## Anstieg

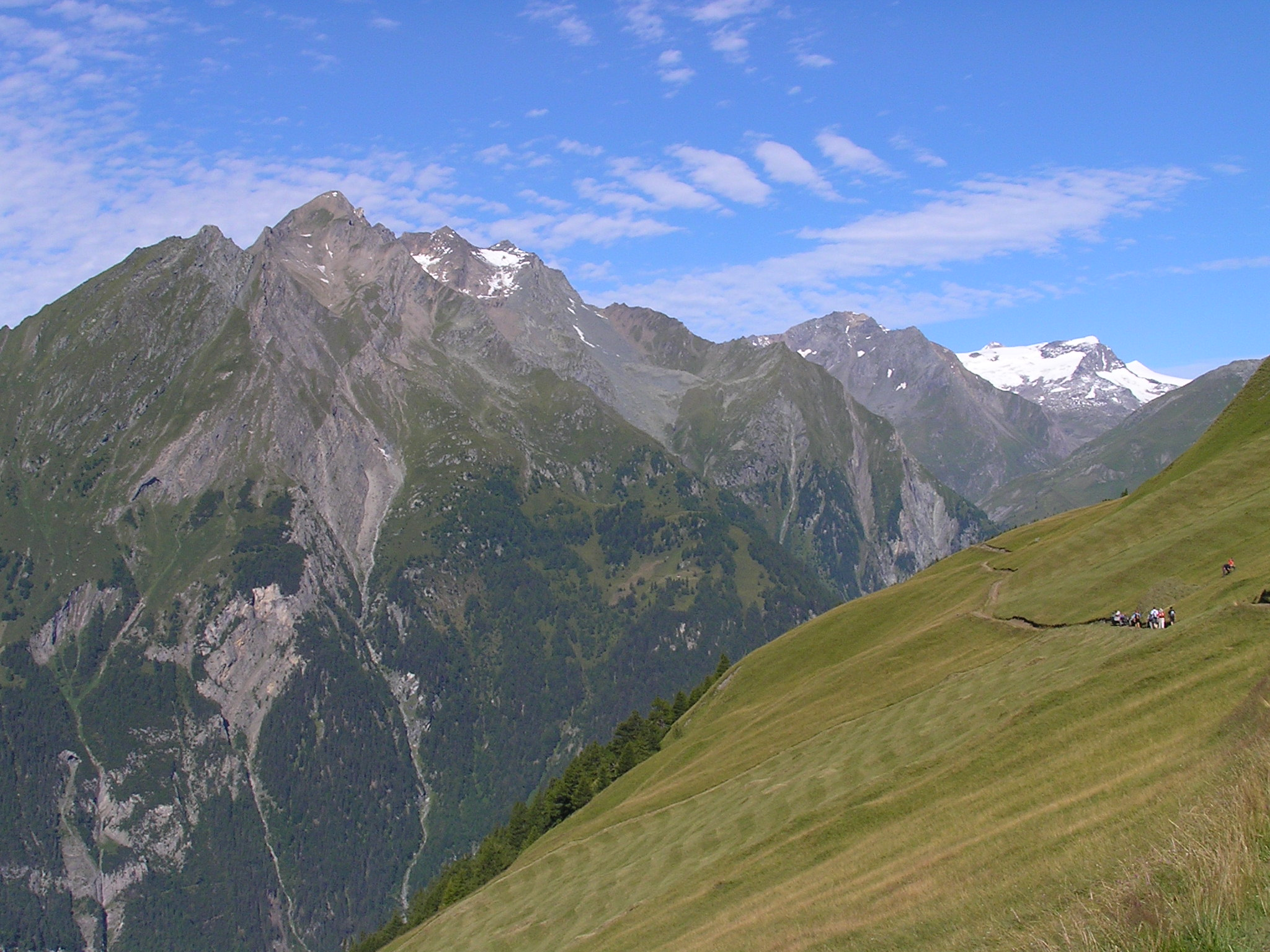
Der Ochsenbug (links) von Osten aus gesehen. Die Route des Normalanstiegs ist hier weitgehend einsehbar

Der markierte Normalanstieg führt in ca. 5 – 6 Stunden (sehr sportliche Bergsteiger auch in 4 Stunden) von Hinteregg (1433 m ü. A.) zuerst nordwärts entlang des Tauerntales auf das so genannte Nunitzköpfl (2015 m ü. A.), weiter in südwestlicher Richtung, dann steiler nach Westen ansteigend durch die Ochsenbugleit’n zum Gipfel mit großem Kreuz. Der Anstieg von Süden ist technisch nicht unbedingt schwieriger, aber gefährlicher, und hat auch schon mehrere Todesopfer gefordert. Von der Lahntaler Alm (1764 m) ausgehend, teilweise sehr steile Grashänge und Plattenschüsse bis zum Gipfel. In einigen Führerwerken wird von dieser Tour dringend abgeraten.